# Ciao (Alessandra Amoroso)
Ciao è una canzone di Alessandra Amoroso, pubblicata il 12 maggio 2012 come primo singolo dalla riedizione del suo album live intitolato Ancora di più - Cinque passi in più, la cui pubblicazione è avvenuta il 22 maggio 2012.

## Il brano
Il singolo è stato scritto da Federica Camba e Daniele Coro e arrangiato da Celso Valli. La cantante ha presentato il brano, durante la settima puntata  del serale di Amici di Maria De Filippi. È una ballata melodica che parla di una relazione contrastata che ben presto avrà fine, caratterizzata da sentimenti di amore che si trasformano in odio e da promesse non mantenute.
Nel 2015 viene incisa la versione spagnola del brano, dal titolo Ciao, amor mio, contenuta nell'album Alessandra Amoroso.

## Il video
Il 27 giugno 2012, sul sito ufficiale del TGcom24 "Speciale musica", è uscito in anteprima il video ufficiale del singolo. Il video è stato poi pubblicato tre giorni più tardi sul canale Vevo della cantante.

## Tracce
1. Ciao – 3:26

## Classifiche
| Classifica (2012) | Posizione massima |
| ----------------- | ----------------- |
| Italia            | 11                |